# Matang Jeulikat
Matang Jeulikat is een bestuurslaag in het regentschap Aceh Utara van de provincie Atjeh, Indonesië. Matang Jeulikat telt 1277 inwoners (volkstelling 2010).